# Су-27-1М
Су-27-1М — украинский вариант модернизации советского реактивного истребителя Су-27.

## История
По официальным данным министерства обороны Украины, опубликованным в справочном издании "Белая книга Украины", выполнение работ по продлению ресурса и модернизации Су-27 началось в 2013 году. Изначально предполагалось, что осуществление модернизации позволит повысить боевой потенциал истребителя на 20%.
Первый опытный образец модернизированного учебно-боевого самолёта Су-27УБ (получивший название Су-27УБ1М) был переоборудован в 2013 году на запорожском авиаремонтном заводе «МиГремонт» и направлен на лётные испытания.
26 февраля 2014 года пресс-служба государственного концерна "Укроборонпром" сообщила, что в 2013 году запорожский авиаремонтный завод завершил разработку модернизированного варианта истребителя Су-27.
Помимо завода «МиГремонт», в программе модернизации истребителя принимали участие ГП «Оризон-Навигация», ГП «Новатор», ОАО НТК «Электронприбор» и ещё несколько предприятий военно-промышленного комплекса Украины.
5 августа 2014 года приказом министра обороны В. В. Гелетея № 499 на вооружение военно-воздушных сил Украины были официально приняты четыре варианта модернизации Су-27 (под наименованием Су-27С1М, Су-27П1М, Су-27УБ1М и Су-27УП1М).
В 2014 году в войска не поступило ни одного модернизированного самолёта, в 2015 году выполнение работ по модернизации самолётов Су-27 вооружённых сил Украины до уровня Су-27-1М продолжалось, но в войска не передали ни одного самолёта этого типа.
11 января 2016 года президент Украины П. А. Порошенко объявил 2016 год "годом Воздушных сил Украины" и сообщил о намерении передать в военную авиацию дополнительное количество новой и модернизированной техники, в 2016, 2017 и 2018 гг. выполнение работ по модернизации самолётов Су-27 вооружённых сил Украины до уровня Су-27-1М продолжалось, однако сведений о поставках в войска дополнительного количества прошедших модернизацию Су-27 не имеется.
19 октября 2018 года главный военный прокурор Украины А. В. Матиос сообщил о том, что разбившийся 16 октября 2018 года в районе села Уланов Винницкой области истребитель Су-27УБ ВВС Украины (бортовой номер "70") «прошёл капитальный ремонт и модернизацию».
В 2019 году в государственном научно-исследовательском институте испытаний и сертификации вооружения и военной техники Украины продолжались лётные испытания модернизированного варианта самолёта Су-27П1М (оснащённого новым прибором GPS-навигации модели СН-3307М с улучшенными характеристиками).
31 января 2020 года завод «МиГремонт» передал 831-й бригаде тактической авиации один модернизированный учебно-боевой Су-27УБ.
6 декабря 2021 года на аэродроме Озёрное в Житомирской области в войска передали ещё один модернизированный Су-27.

## Описание
В ходе модернизации самолёта Су-27 производится капитальный ремонт и установка комплекта дополнительного оборудования, что позволяет повысить боевую эффективность и эксплуатационно-технические характеристики истребителя.
Производится модернизация радиолокационной прицельной станции Н001 с заменой блока приёмного тракта, блока задающего генератора и блока цифровой обработки, что позволило улучшить селекцию поступающих на РЛС сигналов и увеличить дальность обнаружения воздушных целей.
На самолёт устанавливают интегрированный в БРЭО приёмник системы спутниковой навигации СН-3307-02 производства «Оризон-Навигация», за счёт чего увеличена точность навигации и дальность применения автоматизированных средств инструментальной посадки в любых, в том числе - сложных метеоусловиях.
Для соответствия нормам ICAO на самолёт установлены малогабаритный самолётный дальномер МСД-2000В, разработанный киевским ООО «ТТЦ "Авиа-радио сервис"» и бортовая интегрированная аппаратура навигации и посадки "Курс-93М-В", разработанная киевским НИИ радиоаппаратуры. Это оборудование обеспечивает возможность полёта с использованием сигналов радиомаяков VOR, а также выполнять маневрирование и посадку по сигналам радиомаяков систем ILS и СП-50 (что обеспечивает возможность посадки и взлёта самолёта в любых гражданских аэропортах, оборудованных согласно нормам ICAO).
Также на самолёт установлены новый самолётный ответчик А-511 исп. 30 производства ГП "Новатор", бортовой аварийно-регистрационный регистратор полётной информации БУР-4-1-10-01, система аудио-видеорегистрации САВР-27У с записью информации на твердотельный накопитель производства киевского ОАО НТК "Электронприбор", система встроенного контроля оповещения экипажа "Экран-02М-3" и вычислитель обводного канала ВОК-27.
На двухместные учебно-боевые варианты Су-27 вместо системы встроенного контроля оповещения экипажа "Экран-02М-3" устанавливается система встроенного контроля оповещения экипажа "Экран-УБ-02М-3".
Сообщается, что модернизированные варианты Су-27 являются всепогодными и способны действовать без ограничений в любое время суток.

## Варианты и модификации
- Су-27П1М[6] — модернизированный вариант одноместного истребителя-перехватчика Су-27П, который получает возможность использования неуправляемого оружия класса «воздух-поверхность» по наземным целям. После завершения программы модернизации самолёт может нести авиабомбы массой 100-500 кг, 80-мм неуправляемые ракеты С-8 (в контейнерах Б8M на 20 шт.) и 122-мм неуправляемые ракеты С-13 (в контейнерах Б-13Л на 5 шт.), а также контейнеры КМГУ-2 для малогабаритных и зажигательных боеприпасов[21].
- Су-27С1М[6] — модернизированный вариант одноместного истребителя Су-27С
- Су-27УБ1М[6] — модернизированный вариант двухместного учебно-боевого самолёта Су-27УБ
- Су-27УП1М[6] — модернизированный вариант учебно-патрульного самолёта ПВО Су-27УП

## Страны-эксплуатанты
- Украина

Кроме того, «Спецтехноэкспорт» (дочернее предприятие компании «Укрспецэкспорт» концерна «Укроборонпром») предлагает использовать отдельные технические решения программы модернизации Су-27-1М для проведения модернизации истребителей Су-27П и Су-27УБ иностранных заказчиков.